# Tanera Beg
Tanera Beg är en ö i Storbritannien.   Den ligger i kommunen Highland och riksdelen Skottland, i den norra delen av landet, 800 km nordväst om huvudstaden London. Arean är 1,7 kvadratkilometer.
Terrängen på Tanera Beg är platt. Öns högsta punkt är 68 meter över havet. Den sträcker sig 2,3 kilometer i nord-sydlig riktning, och 2,0 kilometer i öst-västlig riktning.